# International Journal of Conflict and Violence
Das International Journal of Conflict and Violence (IJCV) ist eine halbjährlich erscheinende Open-Access-Zeitschrift für den wissenschaftlichen Austausch und die öffentliche Verbreitung neuer Erkenntnisse der Konflikt- und Gewaltforschung. Thematisch ist das IJCV interdisziplinär ausgerichtet. Entsprechend versteht sich das IJCV als ein Forum für unterschiedliche Forschungsdisziplinen, beispielsweise von Soziologie, Politikwissenschaft, Erziehungswissenschaft, Sozialpsychologie, Kriminologie, Ethnologie, Geschichtswissenschaft, Politischer Philosophie, Stadtforschung und Religionswissenschaft. Das IJCV ist peer-reviewed und wird vom renommierten Social Sciences Citation Index von Thomson Reuters ausgewertet. Sie erscheint damit im Journal Citation Report.

## Geschichte
Die Zeitschrift wurde 1999 unter dem Titel Journal für Konflikt- und Gewaltforschung ins Leben gerufen. Im Jahr 2007 wurde als Nachfolgepublikation das IJCV von Wilhelm Heitmeyer gegründet. Sie ist am Institut für interdisziplinäre Konflikt- und Gewaltforschung (IKG) der Universität Bielefeld angesiedelt.  Gehosted wird die Zeitschrift an der Universitätsbibliothek Bielefeld.